# Bernhard Fernikorn
Bernhard Fernikorn (ur. 1904, data śmierci nieznana) – zbrodniarz nazistowski, członek załogi niemieckiego obozu koncentracyjnego Mauthausen-Gusen i SS-Unterscharführer.
21 kwietnia 1940 został wcielony do Luftwaffe, gdzie dosłużył się stopnia sierżanta. We wrześniu 1944 przeniesiono go do Waffen-SS i skierowano do Gusen II, podobozu Mauthausen. Był tu wartownikiem i Blockführerem.
Fernikorn został osądzony w procesie załogi Mauthausen (US vs. Bernard Fernikorn i inni) w dniach 28 – 31 października 1947 przez amerykański Trybunał Wojskowy w Dachau. Skazano go na karę dożywotniego pozbawienia wolności. Uznano go za winnego zamordowania więźnia narodowości polskiej, dentysty z Krakowa, w styczniu 1945.